# كيث تومسون
كيث تومسون (بالإنجليزية: Keith Thompson)‏ (25 أبريل 1965 ببرمنغهام في المملكة المتحدة - ) هو لاعب كرة قدم بريطاني في مركز جناح ‏. لعب مع نادي نورثامبتون تاون ونادي ويمبلدون.

## وصلات خارجية
- كيث تومسون على موقع قاعدة بيانات كرة القدم.إي يو (الإنجليزية)